# Inzidenzalgebra
Die Inzidenzalgebra einer Halbordnung wurde 1964 von Gian-Carlo Rota zur Untersuchung kombinatorischer Sachverhalte eingeführt. 

## Formale Definition
Sei {\displaystyle (M,\leq )} eine partiell geordnete Menge (d. h., eine Menge mit einer Halbordnung). Die Inzidenzalgebra {\displaystyle {\mathcal {I}}_{M}} ist wie folgt definiert:
{\displaystyle {\mathcal {I}}_{M}:=\{f:M\times M\rightarrow \mathbb {R} \,|\,x\nleq y\Rightarrow f(x,y)=0\}}
Die Addition in {\displaystyle {\mathcal {I}}_{M}} ist punktweise definiert, während die Multiplikation durch eine Faltung gegeben ist:
{\displaystyle (f*g)(a,b)=\sum _{a\leq x\leq b}f(a,x)g(x,b).}
Da die zugrunde liegende partiell geordnete Menge voraussetzungsgemäß lokal endlich ist, ist diese Summe endlich.

## Eigenschaften
Die algebraische Struktur {\displaystyle ({\mathcal {I}}_{M},+,*)} ist eine assoziative Algebra über dem Körper der reellen Zahlen. Sie besitzt ein Einselement, nämlich
{\displaystyle \delta (a,b):={\begin{cases}1\quad &{\mbox{falls }}a=b,\\0&{\mbox{sonst.}}\end{cases}}}
Rota definiert außerdem die Zeta-Funktion der Halbordnung, 
{\displaystyle \zeta (a,b):={\begin{cases}1\quad &{\mbox{falls }}a\leq b,\\0&{\mbox{sonst,}}\end{cases}}}
sowie die Inzidenzfunktion durch {\displaystyle n(a,b)=\zeta (a,b)-\delta (a,b).}
Die Zeta-Funktion ist in {\displaystyle {\mathcal {I}}_{M}} invertierbar, ihre Inverse {\displaystyle \mu } ist induktiv wie folgt definiert: 
{\displaystyle {\begin{alignedat}{2}\mu (a,a)&=1,&&a\in M,\\\mu (a,b)&=-\sum _{a\leq x<b}\mu (a,x),&\qquad &a<b.\end{alignedat}}}
Diese Funktionen erfüllen die Gleichung {\displaystyle \zeta *\mu =\delta }. 
Nimmt man für {\displaystyle M} die Menge der natürlichen Zahlen und die sich durch die  Teilbarkeitsrelation ergebende Halbordnung, so besteht folgender Zusammenhang zwischen dieser Funktion {\displaystyle \mu } und der klassischen Möbius-Funktion {\displaystyle \mu _{0}}: 
{\displaystyle \mu _{0}\left({\frac {m}{n}}\right)=\mu (n,m),\quad n,m\in \mathbb {N} ,n\mid m.}
Offenbar aus diesem Grund nennt Rota diese Funktion {\displaystyle \mu } die Möbius-Funktion der Halbordnung.

## Verallgemeinerte Möbiussche Umkehrformel
Die Gleichung {\displaystyle \zeta *\mu =\delta } führt zu folgender Verallgemeinerung der möbiusschen Umkehrformel:
Seien {\displaystyle (M,\leq )} eine lokal endliche Halbordnung, {\displaystyle f} eine reellwertige (oder komplexwertige) Funktion auf {\displaystyle M} und {\displaystyle p\in M} ein Element mit {\displaystyle f(x)=0} für {\displaystyle x<p}. Angenommen,
{\displaystyle g(x):=\sum _{y\leq x}f(y),}
dann gilt
{\displaystyle f(x)=\sum _{y\leq x}g(y)\mu (y,x).}

## Weitere Eigenschaften der μ-Funktion
Rota beweist in der zitierten Arbeit noch einige weitere Eigenschaften seiner μ-Funktion:

### Dualität
Ist {\displaystyle M^{*}:=(M,\geq )} die zu {\displaystyle (M,\leq )} duale Halbordnung (sie entsteht durch Umkehrung der Ordnungsrelation), dann gilt 
{\displaystyle \mu ^{*}(x,y)=\mu (y,x)\quad \mathrm {f{\ddot {u}}r\ alle} \quad x,y\in M.}

### Segmentbildung
Betrachtet man ein Intervall {\displaystyle [a,b]\subset M} als eigene Halbordnung, so ist deren μ-Funktion gleich der Einschränkung der μ-Funktion von {\displaystyle M} auf dieses Intervall.

### Direktes Produkt
Sind {\displaystyle (M,\leq _{M})} und {\displaystyle (N,\leq _{N})} zwei Halbordnungen, so ist ihr direktes Produkt die Menge {\displaystyle M\times N} mit der Halbordnung
{\displaystyle (x,y)\leq _{M\times N}(u,v):\Leftrightarrow x\leq _{M}y{\text{ und }}u\leq _{N}v\quad \mathrm {f{\ddot {u}}r\;alle} \quad x,u\in M,y,v\in N.}
Die μ-Funktion des direkten Produkts ergibt sich aus den einzelnen μ-Funktionen wie folgt:
{\displaystyle \mu ((x,y),(u,v))=\mu (x,u)\mu (y,v)\quad \mathrm {f{\ddot {u}}r\;alle} \quad x,u\in M,y,v\in N}

### Beziehung zum Prinzip von Inklusion und Exklusion
Die Potenzmenge {\displaystyle P(M)} einer endlichen Menge {\displaystyle M} ist, mit der Teilmengenbeziehung als Relation, eine Halbordnung. Deren μ-Funktion ist 
{\displaystyle \mu (x,y)=(-1)^{|y-x|}\quad \mathrm {f{\ddot {u}}r\ alle} \quad x,y\subset M\quad \mathrm {mit} \quad x\subset y},
wobei {\displaystyle |z|} die Anzahl der Elemente von {\displaystyle z} bezeichnet. Ansonsten ist {\displaystyle \mu (x,y)=0}.
Aus diesem Satz ergibt sich das Prinzip von Inklusion und Exklusion.